# Linia kolejowa nr 300
Linia kolejowa nr 300 – drugorzędna linia kolejowa
rozpoczynająca swój bieg na stacji Opole Główne, a kończąca się na stacji Opole Wschodnie. Jest to linia jednotorowa, o szerokości torów 1435 mm, wybudowana w 1909 roku, zelektryfikowana w roku 1987. Na całym odcinku jest położona na terenie miasta Opola. Linia zapewnia połączenie dworca Opole Główne z linią kolejową nr 277 w ten sposób, że pociągi jadące od Wrocławia przez Jelcz-Laskowice mogą dojeżdżać do Opola Głównego bez konieczności zmiany czoła. Po linii kursują pociągi osobowe relacji Opole Główne – Jelcz-Laskowice.